# Franz Dinnendahl
Franz Dinnendahl (Horst, Essen, 20 de agosto de 1775 — Rellinghausen, Essen, 15 de agosto de 1826) foi um engenheiro alemão.
Irmão de Johann Dinnendahl, construiu o primeiro motor a vapor no Vale do Ruhr em Essen, em 1803.